# Инструмент для спиц

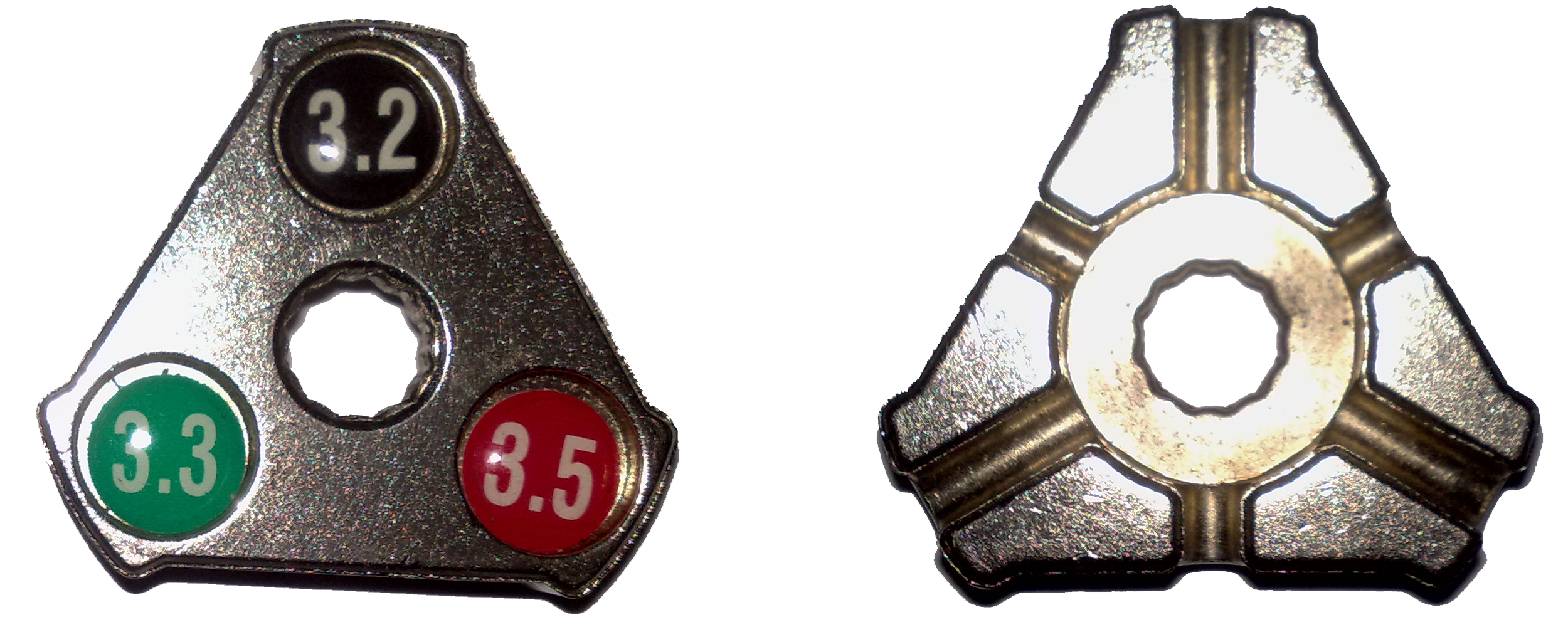
Спицевый ключ на 3 размера

Инструмент для спиц — совокупность инструментов для установки спиц в колесо, а также протяжки спиц, измерения натяжения спиц. Наиболее часто используются: ключ для спицевых ниппелей, отвёртка для ниппелей, измеритель натяжения.

## Типы инструментов
Чаще всего ключ для спиц имеет квадратное сечение, но некоторые производители производят ниппели другой формы, например компания Mavic выпускает ниппели и ключи ниппелей в виде шестиконечных звёзд.

### Ключ квадратного сечения
Размеры ниппеля часто измеряются калибром проволоки (AWG) и находятся в пределах 17-10G. Некоторые спицевые ключи охватывают весь этот диапазон, некоторые пазы только самых распространенных размеров — на 3,2 мм, 3,3 мм, 3,4 мм.

### Отвёртка для ниппелей
Отвёртки имеют своеобразную форму для удобства использование с ниппелями. Компании Mavic и DT-Swiss выпускают для некоторых ниппелей торцевой шестигранный ключ вместо отвёрток.